# 山本吉章
山本 吉章（やまもと よしあき、1939年9月2日 - 2016年10月20日）は、日本の銀行家。

## 経歴
岡山県岡山市出身。1963年に慶應義塾大学法学部を卒業し、同年に中国銀行に入行。
1989年6月に取締役に就任し、1993年6月に常務、1998年6月に専務を経て、1999年4月には頭取に就任。しかし、体調不良で、2000年3月に辞任。
2016年10月20日病気のために死去。77歳没。